# Liste des abbés de Saint-Bénigne de Dijon
Cette liste des abbés de l'abbaye Saint-Bénigne de Dijon couvre la période qui va de la fondation vers 535 à l'abbatiat de Guillaume en 989. Elle n'est pas totalement complète et exacte, non plus que l'orthographe des noms (assez libre à l'époque). Elle a été dressée à partir des chartes, qui ont été sujettes à des interprétations.

## Abbés réguliers

### VIesiècle
- (1er) : saint Eustade
- (2e) : Saint Tranquille. Évêque ou chorévêque.
- (3e) : Apollinaire, abbé de plusieurs monastères (592) : Saint-Maurice d'Agaune, Saint-Marcel-lès-Chalon et Saint-Èvre de Toul.
- (4e) : Boloneus ou Borolenus.
- (5e) : Gudinus ou Godinus.

### VIIesiècle
- (6e) : Bobolenus
- (7e) : Richimar
- (8e) : Æthebius
- (9e) : Vidradus
- (10e) : Hugo
- (11e) : Odoleus
- (12e) : Maurinus
- (13e) : Wefchilamnus
- (14e) : Aghbertus

### VIIIesiècle
- (15e) : Bonolenus
- (16e) : Gosvinus ou Godinus
- (17e) : Thanottardus
- (18e) : Aridius
- (19e) : Hilderrannus
- (20e) : Waldricus, évêque de Langres.

### IXesiècle
- (21e) : Appolinaire († 1er mars 826). Abbé de Flavigny, et de Saint-Jean-de-Réome à Moutiers-Saint-Jean (817-825).
- (22e) : Herregaudus, archidiacre de Langres vers 810.
- (23e) : Herlebertus, chorévêque.
- (24e) : Ingelramnus, chorévêque vers 810.
- (25e) : Guido
- (26e) : Teutraldus, évêque de Langres vers 850.
- (27e) : Frodinus, vers 860.
- (28e) : Bertilon († ~878), chorévêque, réformateur de l'abbaye et restaurateur de la première basilique.
- (29e) : Saron, coadjuteur de Bertilon, puis abbé de Pothières.
- (30e) : Ingon, vers 880.
- (31e) : Hilderrannus, vers 881.
- (32e) : Godefridus
- (33e) : Walo
- (34e) : Lantier, vers 895.

### Xesiècle
- (35e) : Fulheictus
- (36e) : Godradus, vers 912.
- (37e) : Gozvinus († ~919).
- (38e) : Panto († ~922).
- (39e) : Suavus († ~932).

### XIesiècle
- (46e) 989-1031 : saint Guillaume de Volpiano, réformateur et constructeur de l'église romane.
- (47e) 1031-1052 : Halinard, évêque de Lyon.
- (48e) 1052-1056 : Jean d’Allie, abbé de la Trinité de Fécamp.
- (49e) 1056-1077 : Aldabéron
- (50e) 1077-1105 : Jarenton ou Javenton († 1112-1113)[1].

### XIIesiècle
- (51e) : Adémar
- (52e) : Henri
- (53e) : Hugues-Béraud
- (54e) 1129-1142 : Pierre Ier de Genève, auteur de la seconde réfection de l'église romane. Son tombeau fut transféré au-dessus du tympan de l'ancienne porte du cloître.
- (55e) 1142-1145 : Pierre II de Beaune
- (56e) 1145-1175 :  Philippe
- (57e) ~1175- ? : Jean
- (58e) ? -1188 (†) : Aymon
- (59e) 1188-1204 : Pierre III de Grancey. Fils d'Eudes Ier, seigneur de Grancey. Il confirme en 1191 que les dîmes de Joux sont à l'abbaye de Moutiers-Saint-Jean et que Mathias, fils du maire de Chablis, renonce aux deux tiers des dîmes qu'il contestait aux moines de Moutiers[2]. Ses armoiries sont : « D'or au lion d'azur, couronné, armé et lampassé de gueules ».

### XIIIesiècle
- (60e) 1204-1206 : Nivard de Sombernon-Fontaines, précédemment abbé de Saint-Seine.
- (61e) 1206-1207 : Gauthier
- (62e) 1207-1211 : Adam
- (63e) 1212-1224 : Gilbert
- (64e) 1224-1225 : Calon
- (65e) 1225-1229 : Pierre IV
- (66e) 1229- ~1230 : Gui II, abbé de Saint-Jean-de-Réome de Moutiers-Saint-Jean (de 1203 à 1238), administrateur par intérim de l'abbaye Saint-Bénigne.
- (67e) 1232-1232 : Gilbert, cité en 1232.
- (68e) 1233-1241 : Raymond
- (69e) 1241-1253 : Étienne-Raymond
- (70e) 1253-1262 : Pierre III de Fossé
- (71e) 1263- ? : Richard
- (72e) ? -1269 : Aimon
- (73e) 1269-1300 : Hugues d'Arc[3], fit réaliser la plus grande partie de l'église ogivale en 1284 et acheta la moitié de la terre de Ville-Comte en 1287. En 1294, le prieur était Otto de Arcu[4].

### XIVesiècle
- (74e)  1301-1304 : Giralde
- (75e)  1304-1307 : Henri d'Arc
- (76e)  1307-1310 : Millon de Bissey, auparavant abbé de Molesme (d'après l'abbé L. Chomton[5]).
- (77e) 1310-1310 : Jean
- (78e) 1310-1341 : Othon de Énegret. Ses armoiries sont : «  D'argent à la bande d'azur ».
- (79e) 1341- ~1350 : Pierre VI de Ranzeville
- (80e)  ~1350 - ? : Pierre VII. En 1369, il rétablit la concorde entre Provence et Dauphiné. Il joue un grand rôle dans la pacification pendant les crises pape vs. antipape d'Avignon.
- (81e) ~1363 - ? : Jean de Cloies dit aussi de Vaux. Ses armes sont : « À une clef posée en pal, le panneton en haut et à dextre, accompagné de trois oiseaux, deux en chef, un en pointe ».
- (82e)  1371-1372 : Guillaume de Giac (? - 1376). Il a un frère, Pierre II de Giac, chancelier de France et favori du roi Charles VII. Un autre frère est Jean de Giac († 1383). Ses armoiries sont : «  D'or à la bande d'azur, accompagnée de six merlettes de sable, trois en chef, trois en pointe ».
- (83e)  1372-1379 : Pierre VIII de Corbeton
- (84e)  1379-1417 : Alexandre de Montagu. Ses armoiries sont : « Bordé d'or et d'azur  de six pièces à la bordure de gueules, qui est de Bourgogne ancien, avec un canton à dextre, d'argent chargé de huit hermines posées 3, 2 et 3 qui est de Montagu-Sombernon »

### XVesiècle
- (85e) 1417-1421 : Jean de la Marche
- (86e) 1421-1434 : Étienne de la Feuillée. Ses armoiries sont : « de... à la bande de... chargée de cinq besaux à l'orle de... de... à la fasce de... à la bordure de... »
- (87e) 1434-1438 : Pierre IX Brenot
- (88e)  1439-1468 : Hugues de Montconis. Ses armoiries sont : « De gueules à deux fasces, l'une d'or en..., près du chef et l'autre d'argent ».
- (89e) 1468-1474 : Humbert de Saubiez
- (90e) 1474-1476 : Gauthier de Fallerans. Ses armoiries sont : « D'argent à la bande de sable, alias de gueules, côtoyée de deux bâtons ou côtoyée de sable au lambel à cinq pendants ».
- (91e) 1476-1478 : Philibert Hugonet, évêque de Mâcon. Ses armoiries sont : « Vairé d'or et d'azur à la bande de gueules brochant sur le tout ».
- (92e)  1478-1484 : Louis de Dinteville. Ses armoiries sont : « De sable à deux lions léopardés d'or, l'un sur l'autre ».
  - (92e) 1484-1487 : Geoffroi de Pompadour, évêque de Périgueux, administra Saint-Bénigne pendant les dernières années de son prédécesseur Louis Dinteville.
- (93e) 1488-1490 : Pierre de Foix, évêque de Vannes et cardinal. Ses armoiries sont :

Parti :
1. Écartelé :
  1. de gueules aux chaînes d'or posées en orle, en croix et en sautoir, chargées en cœur d'une émeraude au naturel (de Navarre) ;
  2. d'or aux trois pals de gueules (d'Aragon) ;
  3. d'or aux deux vaches de gueules, accornées, colletées et clarinées d'azur passant l'une sur l'autre (de Béarn) ;
  4. d'azur à trois fleurs de lys d'or à la bande componée d'argent et de gueules brochant sur le tout (d'Évreux) ;

Sur le tout d'or aux deux lions léopardés de gueules, armés et lampassés d'azur, passant l'un sur l'autre (de Bigorre) ;
2. Écartelé en sautoir :
  1. et 4. d'or aux quatre pals de gueules (de Foix) ;
  2. de gueules au château d'or ouvert et ajouré d'azur (de Castille) ;
  3. d'argent au lion de pourpre armé, lampassé et couronné d'or (de Léon)[6]

- (94e) 1490-1507 : Claude de Charmes. Il continue d'administrer l'abbaye sous son successeur et décède en 1519. Ses armoiries sont : «   D'argent à une lande de gueules, chargée de trois quintefeuilles d'or  ».

### XVIesiècle
- (95e) 1507-1519 : Charles de Baissey, neveu du précédent. Ses armoiries sont : «  D'azur à trois quintefeuilles d'argent, posées 2 & 1 ».
- (96e)  1520-1525 : René de Bresche, dernier abbé régulier. Ses armoiries sont : «  D'or au chevron de gueules accompagné de trois aiglettes d'azur becquées et membrées de gueules qui est celui de la Trémouille ». René de Bresche appartient à cette maison.

## Abbés commendataires

### XVIesiècle
- (97e) 1525-1541 : Frédéric Frégose, prélat italien, évêque de Gubbio et cardinal, archevêque de Salerne

### XVIIesiècle
- 1613-1625 : Nicolas Jeannin, frère du Président Jeannin
- 1625-1658 : Nicolas Jeannin de Castille, dit l'abbé de Castille, son petit-neveu[Qui ?], fils de Pierre de Castille.
- 1658-1662 : Jules Mazarin
- 1662-1710 : Charles-Maurice Le Tellier

### XVIIIesiècle
- 1710-1758 : Pierre Desmarets, fils de Nicolas Desmarets Contrôleur général des finances.
- 1758-1775 : Mathias Poncet de La Rivière, dernier abbé commendataire avant que la mense abbatiale ne soit rattachée à celle de l'évêché de Dijon.